# Општина Коменда
Општина Коменда (словен. Komenda) је једна од општина Средњесловенске регије у држави Словенији. Седиште општине је истоимени градић Коменда.

## Природне одлике
Рељеф: Општина Коменда налази се у средишњем делу државе, северно од Љубљане. Северним делом општина захвата подножје Камнишких Алпа, а већим, јужним Средњословеначку долину.
Клима: У општини влада умерено континентална клима.
Воде: У општини тече речица Пшата. Сви мањи водотоци су притоке ове речице.

## Становништво
Општина Коменда је густо насељена.

## Насеља општине
| - Брег при Коменди - Гмајница - Гора при Коменди - Жеје при Коменди - Кланец | - Коменда - Комендска Добрава - Криж - Млака - Мосте | - Насовче - Подборшт при Коменди - Пословна цона Жеје при Коменди - Поток при Коменди - Сухадоле |  |